# Alaska SeaLife Center
Koordinaten: 60° 6′ 1″ N, 149° 26′ 28,1″ W
Das Alaska SeaLife Center ist ein meeresbiologisches Forschungszentrum mit angeschlossenem Schauaquarium, das sich in Seward im US-Bundesstaat Alaska an der Resurrection Bay befindet. Das Center ist Mitglied bei der Association of Zoos and Aquariums (AZA).

## Geschichte
Bereits Ende der 1980er Jahre gab es Bestrebungen, die bestehenden Forschungseinrichtungen der University of Alaska mit dem Seward Marine Center zu verbessern und zu erweitern. Aufgrund fehlender finanzieller Mittel konnten diese Pläne zunächst nicht verwirklicht werden. Mit der durch die Havarie des Supertankers Exxon Valdez im März 1989 ausgelösten Ölpest, bei der rund 41.000 Kubikmeter Rohöl unkontrolliert in den Prinz-William-Sund austraten und schwere Umweltschäden an Alaskas unberührten Küsten auslösten, wurden Wildtiere, Wirtschaft und Ökosysteme der Region erheblich geschädigt. Tausende Meeresvögel, Säugetiere und Fische verendeten qualvoll. Die Exxon Valdez-Katastrophe machte auf die Notwendigkeit für verbesserte Einrichtungen zur Behandlung von verletzten Wildtieren sowie zur Erweiterung der Forschungsinfrastruktur von Alaska verstärkt aufmerksam. Im Rahmen des mit ExxonMobil vereinbarten Schadensausgleichfonds wurde ein Teil der Strafgelder als Wiedergutmachungszahlung (Criminal Restitution) für ein neu geschaffenes Forschungszentrum bereitgestellt. Mit weiteren staatlichen Zuschüssen sowie privaten Spendenaktionen wurde das Alaska SeaLife Center gebaut. Die Erdarbeiten für das Zentrum begannen im Mai 1995 und der Bau erfolgte in mehreren Teilabschnitten. Die Eröffnung fand schließlich am 2. Mai 1998 statt.

## Schwerpunkte des Alaska SeaLife Centers
Das Ziel des Alaska Sealife Centers ist es, Verständnis für die Bedeutung von Meeressäugetieren, Seevögeln und Fischen in den Ökosystemen der arktischen und subarktischen Meeresregionen zu entwickeln und wissenschaftliche Erkenntnisse weiterzugeben. Die Projekte konzentrieren sich bevorzugt auf lokale Umweltprojekte (Alaska Marine Life and Environments). Es gibt jedoch auch eine weltweite internationale Zusammenarbeit mit vielen auf ähnlichen Gebieten forschenden Organisationen. Der günstig gelegene geografische Standort des Zentrums ermöglicht es, maritime Forschungseinrichtungen, lebende Tiersammlungen sowie experimentelle und Feldforschungen zu kombinieren. Neben der Präsentation von Tieren hat sich das Alaska SeaLife Center auf die Rehabilitation erkrankter Tiere, Ausbildung, Forschung, Artenschutz und Auswilderung spezialisiert. Viele der im Center lebenden Tiere waren verletzt, hatten verklebte Federn oder wurden verwaist in freier Wildbahn aufgefunden und gesund gepflegt.

## Bildungsprogramme
Bildungsprogramme im Alaska Sealife Center befassen sich mit verschiedenen Themen der Ozeane, indem sie Menschen jeden Alters über Alaskas Ökosysteme aufklären. Entdeckungsveranstaltungen werden organisiert, um ein tieferes Verständnis für die Meereswissenschaft zu erlangen. Für Lehrer, Schüler, Studenten und Pfadfindergruppen werden die Programme das ganze Jahr über angeboten. Um eine umfassende Kenntnis der Tiere zu erzielen, sind auch Übernachtungsmöglichkeiten für die Interessenten im Zentrum möglich. Bei den Besuchern sehr beliebt ist ein Streichelbecken (touch pool), wo die Möglichkeit besteht, ausgewählte Meerestiere aus nächster Nähe zu sehen und zu berühren.

## Tierarten
Im Alaska Sealife Center werden in erster Linie Tiere des arktischen Raums gezeigt. Meist handelt es sich dabei um Arten von Alaskas Küsten, speziell Meeressäugetiere, Meeresvögel, Fische und Wirbellose, von denen einige als bedroht oder gefährdet aufgeführt sind. Die nachfolgende Bildauswahl zeigt einige Vogelarten aus dem Bestand des Alaska SeaLife Centers:

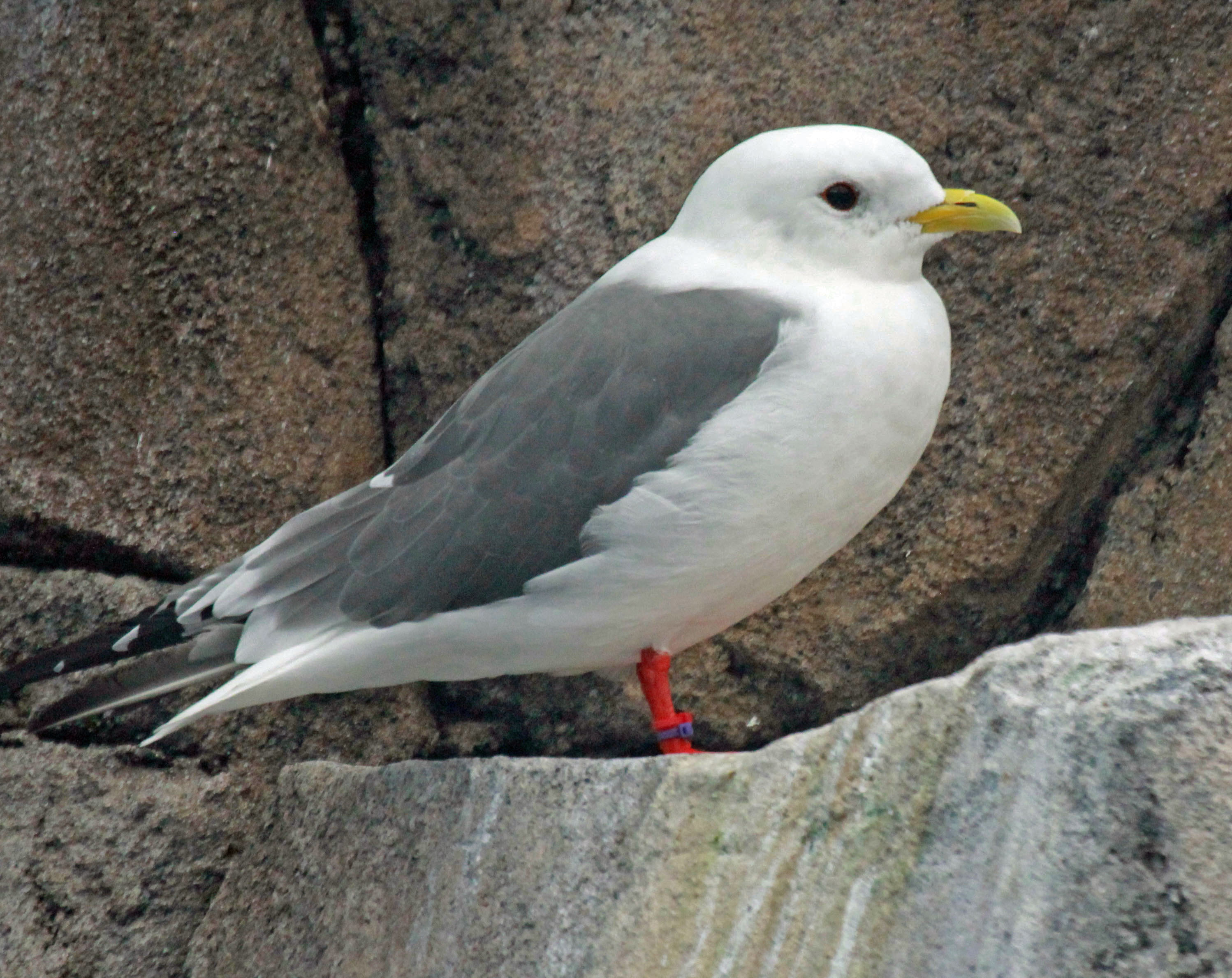
Klippenmöwe
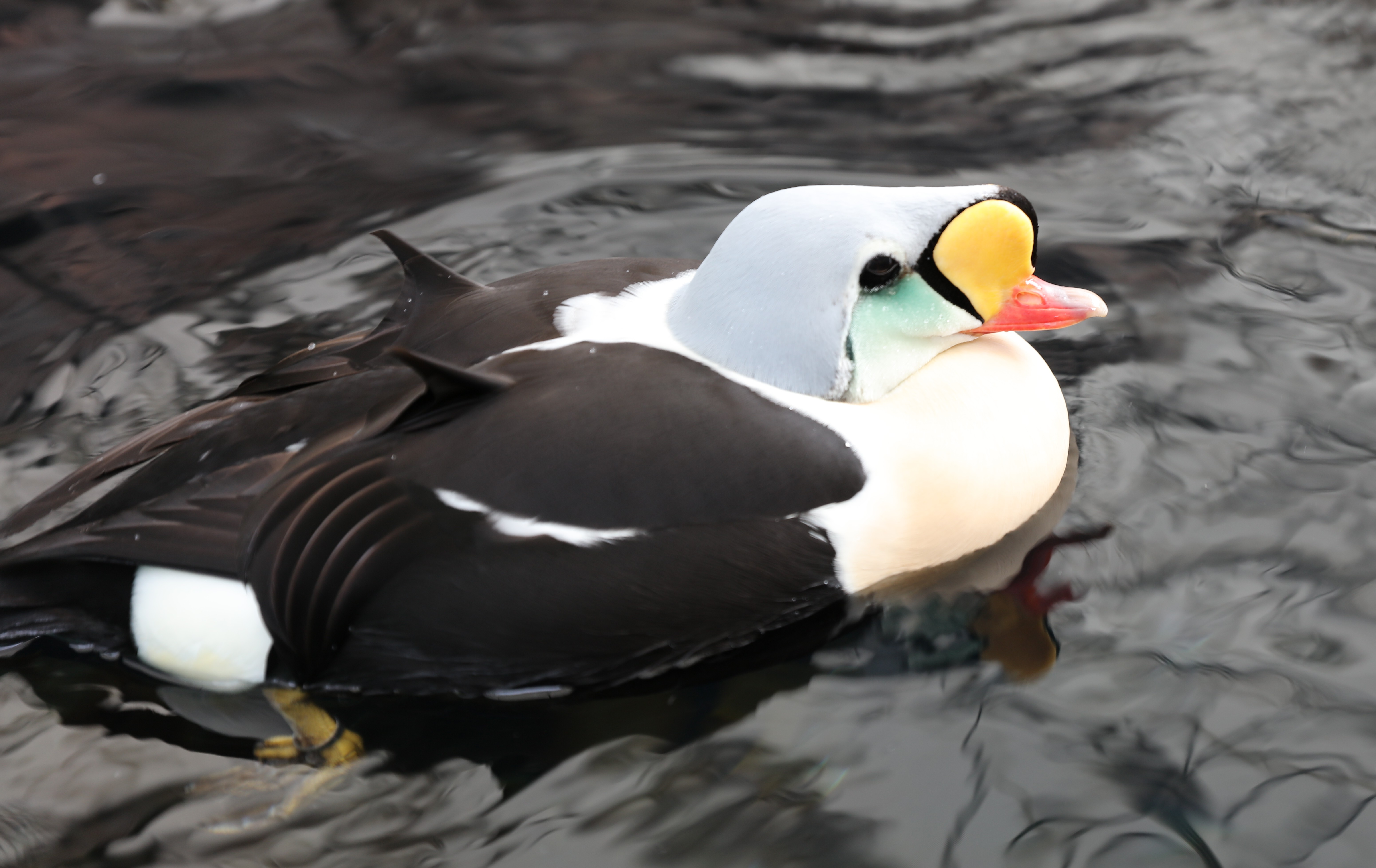
Prachteiderente, Männchen
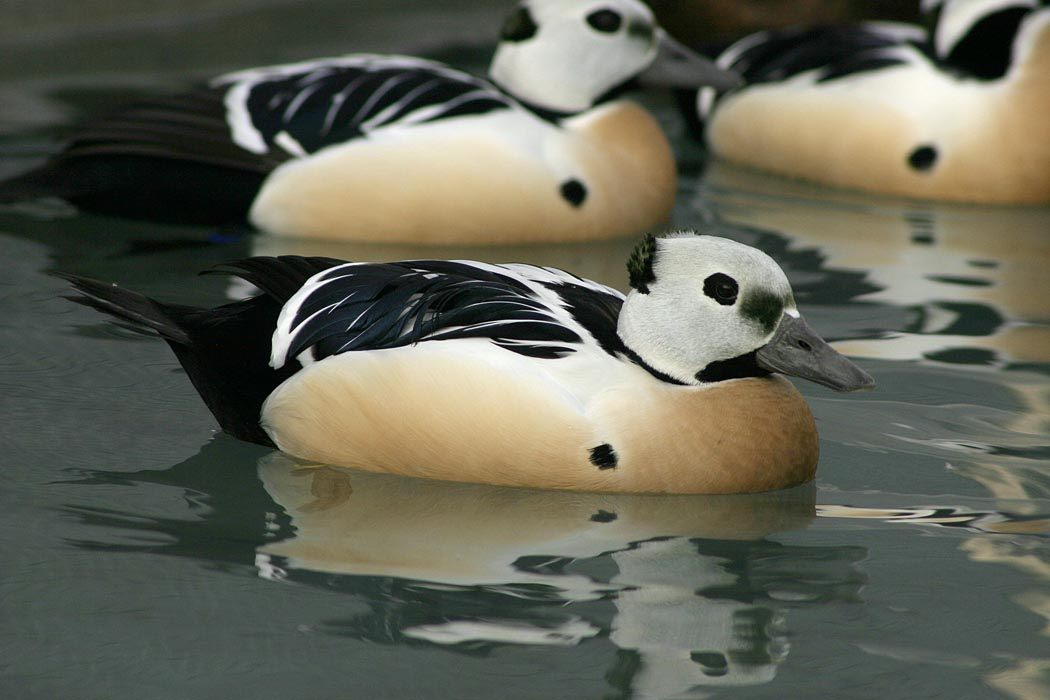
Scheckenten, Männchen
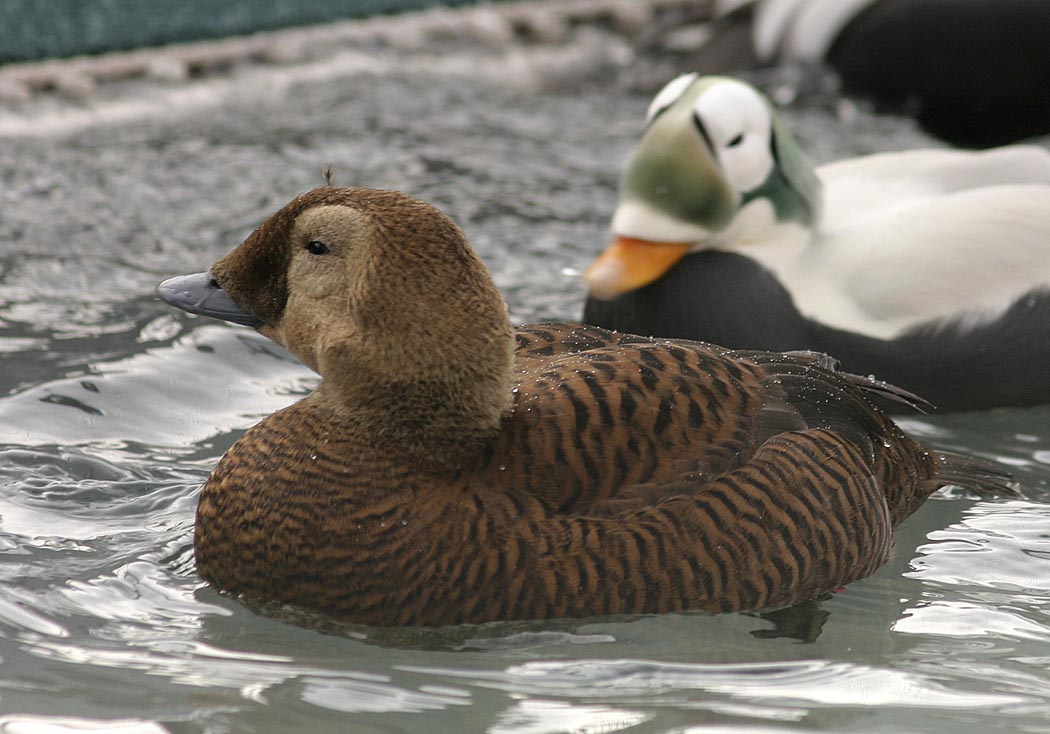
Plüschkopfente, vorne Weibchen, dahinter Männchen
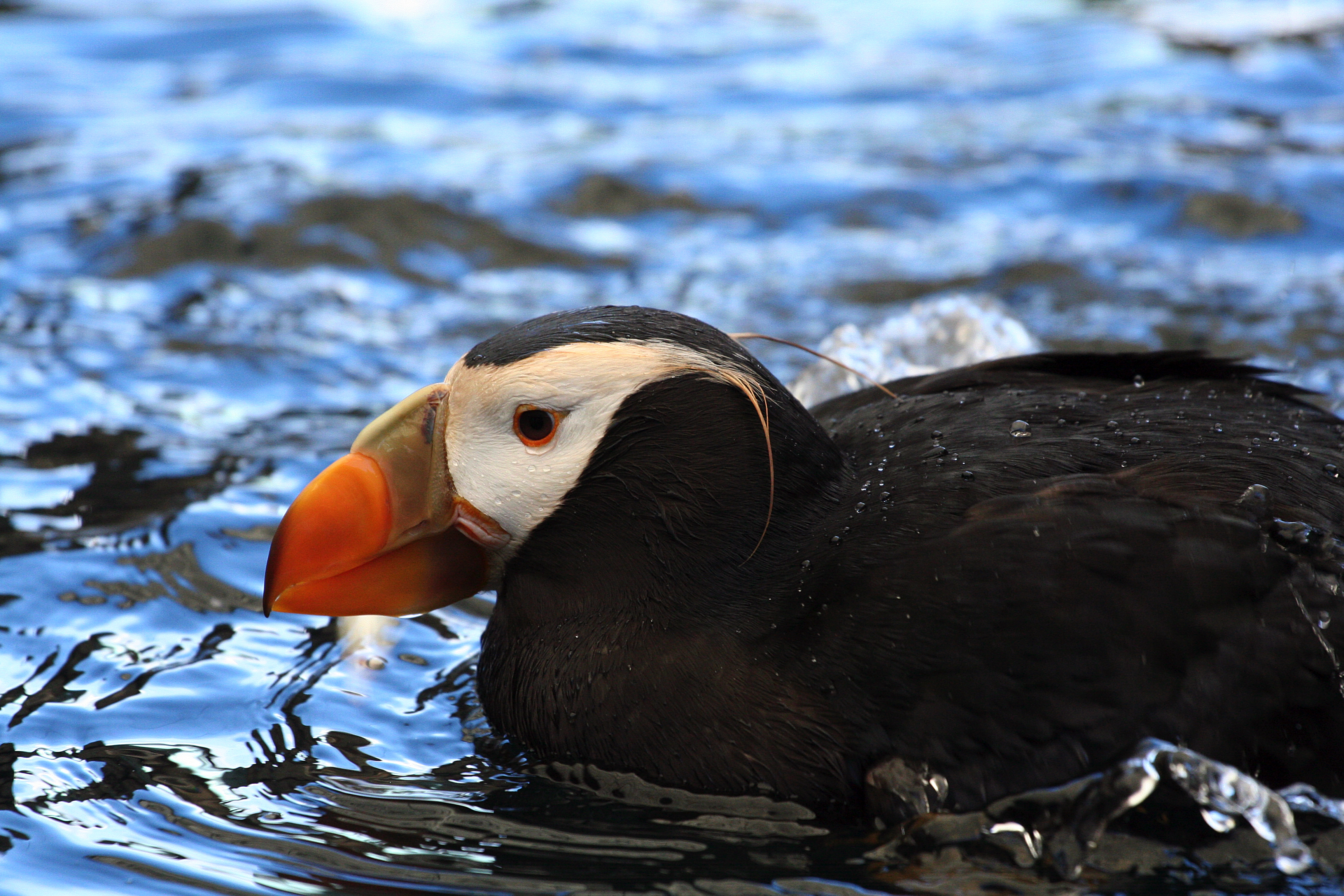
Gelbschopflund